# フルコ・ルッフォ・ディ・カラブリア
フルコ・ルッフォ・ディ・カラブリア（Fulco VIII, Principe Ruffo di Calabria, 1884年8月12日 - 1946年8月23日）は、イタリア王国の軍人、貴族で第一次世界大戦におけるイタリア空軍のエース・パイロット。ルッフォ・ディ・カラブリア公フルコ8世とも。
娘のパオラがベルギー王アルベール2世と結婚しており、現国王であるフィリップの祖父にあたる。

## 経歴
ルッフォ家は少なくとも東ローマ支配時代の11世紀頃には既に力を持っていたカラブリアのイタリア人貴族で、シチリア王国やナポリ王国からしばしば所領を与えられていた名家であった。彼らの祖先はロームルス王に仕えた古参のラテン人貴族コルネリウス・ルフォであると伝えられ、東ローマ帝国の遠征で功を挙げたジョヴァンニ・ルッフォの代に有力貴族として台頭した。イタリア統一が成された後、ルッフォ家はイタリア王家（サヴォイア家）からルッフォ・ディ・カラブリア公を与えられ、イタリア王国の貴族に列した。
第一次世界大戦にパイロットとして出征したフルコ公は20機のオーストリア空軍機を撃墜するなど空軍エース（パーソナルマークは黒い骸骨）として活躍し、フランチェスコ・バラッカ中佐が戦死すると彼が率いていた航空隊「スクアドロネ・ディ・アッソ」の指揮権を引き継いだ。
戦後は上院議員などを務めた。